# 85200 Johnhault
85200 Johnhault è un asteroide della fascia principale. Scoperto nel 1991, presenta un'orbita caratterizzata da un semiasse maggiore pari a 2,5628622 UA e da un'eccentricità di 0,1761477, inclinata di 5,27276° rispetto all'eclittica.
L'asteroide è dedicato al curatore museale canadese John A. Hault.